# Ківшарівка
Ківшарі́вка — селище в Україні. У Куп'янській міській громаді Куп'янського району Харківської області.
Населення за переписом 2001 року становить 20 729 (9652/11077 ч/ж) осіб — найбільше селище міського типу в Україні.

## Географічне розташування
Селище міського типу Ківшарівка розміщене на лівому березі річки Оскіл, вище за течією на відстані 1,5 км розташований смт Куп'янськ-Вузловий, нижче за течією на відстані 7 км розташоване село Глушківка, на протилежному березі — село Осиново. По селищу протікає пересихаюча річечка «Дубівка», вище за течією якої примикає село Новоосинове. Поруч проходить залізниця, станція Роз'їзд Ківшарівка. До селища примикають великі лісові масиви.

## Історія

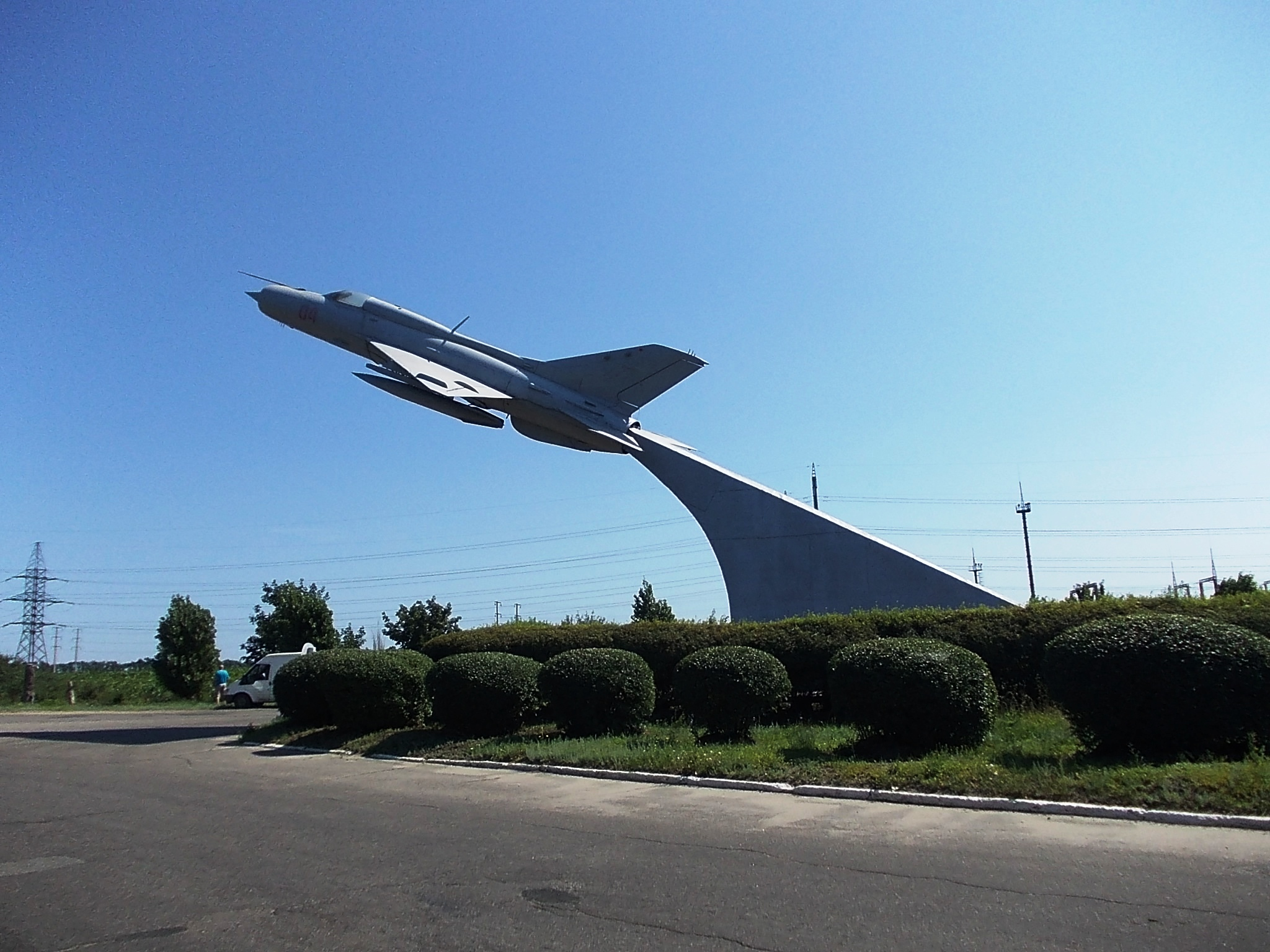
Пам'ятний знак воїнам 108-го штурмового Рава-Руського ордена Суворова авіаполку

В 1710 р. було створено хутір Ківшарівка, названий за прізвищем родини Ківшар. Це був один з перших неприміських хуторів. який виник на лівоберіжжі річки Оскіл. Початок Ківшарівка бере від Сухого Яру та гнилищі, де зараз знаходиться сучасний Куп'янський Територіальний Центр професійної освіти (колищнє ВПУ-27). Назва селища
Селище створене в 1970 році шляхом об'єднання сіл Притулова, Заборівка і Ківшарівка.

### Російська окупація (2022)
27 лютого 2022 року селище було окуповане російськими військами в ході російського вторгнення в Україну. 28 вересня 2022 року українські війська звільнили селище від російської окупації, яка тривала 7 місяців.
17 березня 2024 року селище було обстріляно російськими військами.

## Населення

### Мова
Розподіл населення за рідною мовою за даними перепису 2001 року:
| Мова            | Кількість | Відсоток |
| --------------- | --------- | -------- |
| українська      | 12083     | 58.29%   |
| російська       | 6481      | 31.27%   |
| білоруська      | 21        | 0.10%    |
| вірменська      | 6         | 0.03%    |
| інші/не вказали | 2138      | 10.31%   |
| Усього          | 20729     | 100%     |

## Економіка
- Куп'янське механоскладальне підприємство (КМСП), ТОВ.
- Торгперспектива, ТОВ (кол. Куп'янський ливарний завод, ВАТ).

## Об'єкти соціальної сфери
- Дитячі садки № 10, № 12, № 15.
- Середня школа № 11.
- Середня школа № 12.
- Гімназія № 2.

## Відомі жителі
- Кошовий Євген Вікторович «Лисий»[5] (7 квітня 1983, Ківшарівка, Харківської області) — український актор студії «95 квартал», колишній актор КВН.
- Живолуп Михайло Андрійович — учасник Другої світової війни, Герой Радянського Союзу. Командир 126-го гвардійського бомбардувального авіаполку[6] 1-ї повітряної армії Західного фронту, гвардії підполковник.
- Закопайло Максим Олександрович (1989—2014) — молодший сержант Державної прикордонної служби України, учасник російсько-української війни.
- Савлепов Антон Олегович — учасник групи «Квест Пістолс» (англ. Quest Pistols).
- Анікєєв Юрій Володимирович — український спортсмен, спеціалізується на грі в шашки. Міжнародний гросмейстер, заслужений майстер спорту України. Чемпіон світу 2004 року з бразильських шашок, чемпіон Європи 2005 року в бліці з міжнародних шашок, багаторазовий чемпіон України з міжнародних шашок.
- Пономар Віталій Вадимович — український футболіст. Бронзовий призер Чемпіонату України з футболу сезону 2018-2019 рр. Майстер спорту України.

## Фотографії

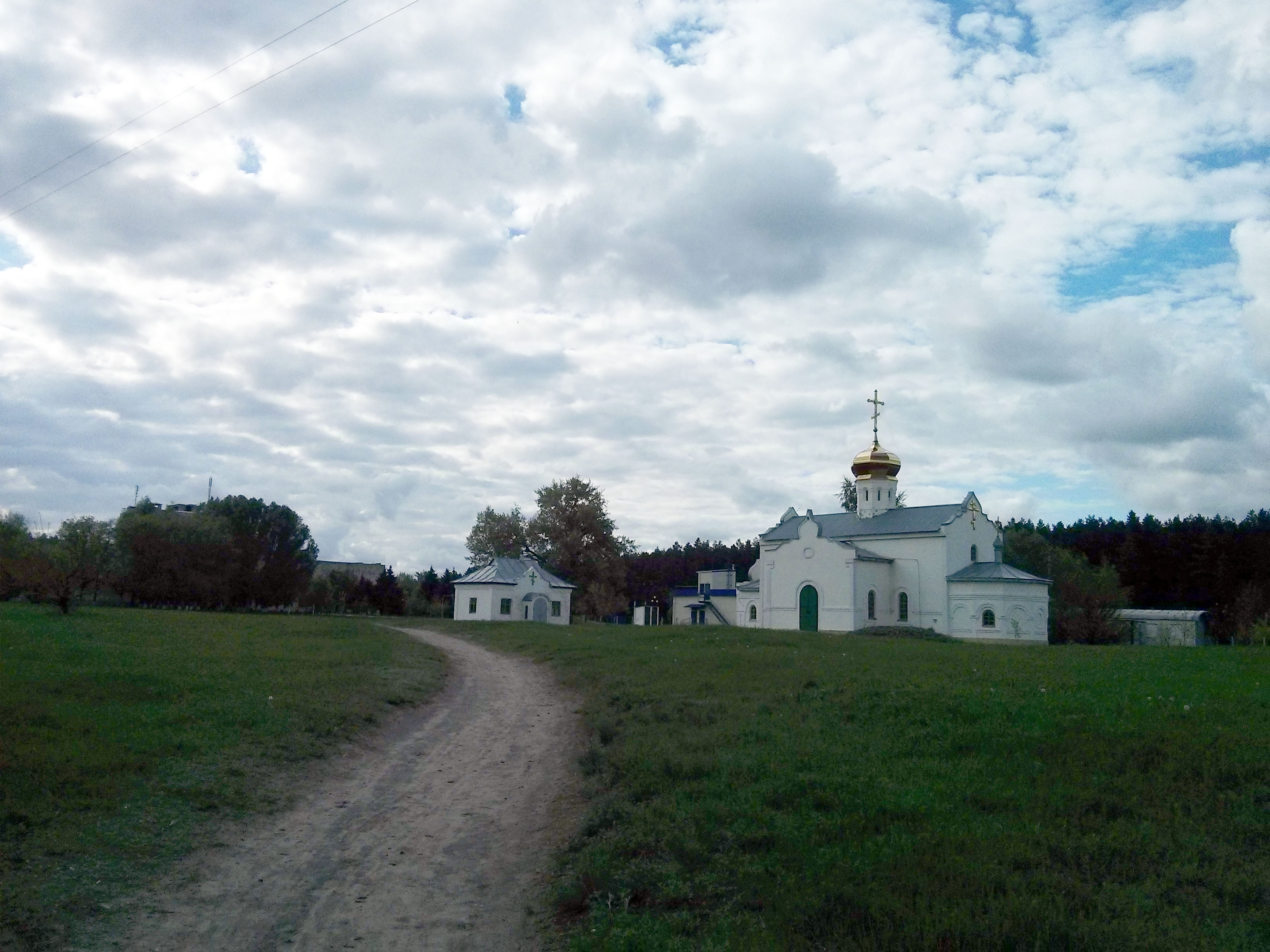
Один із пейзажів Ківшарівки
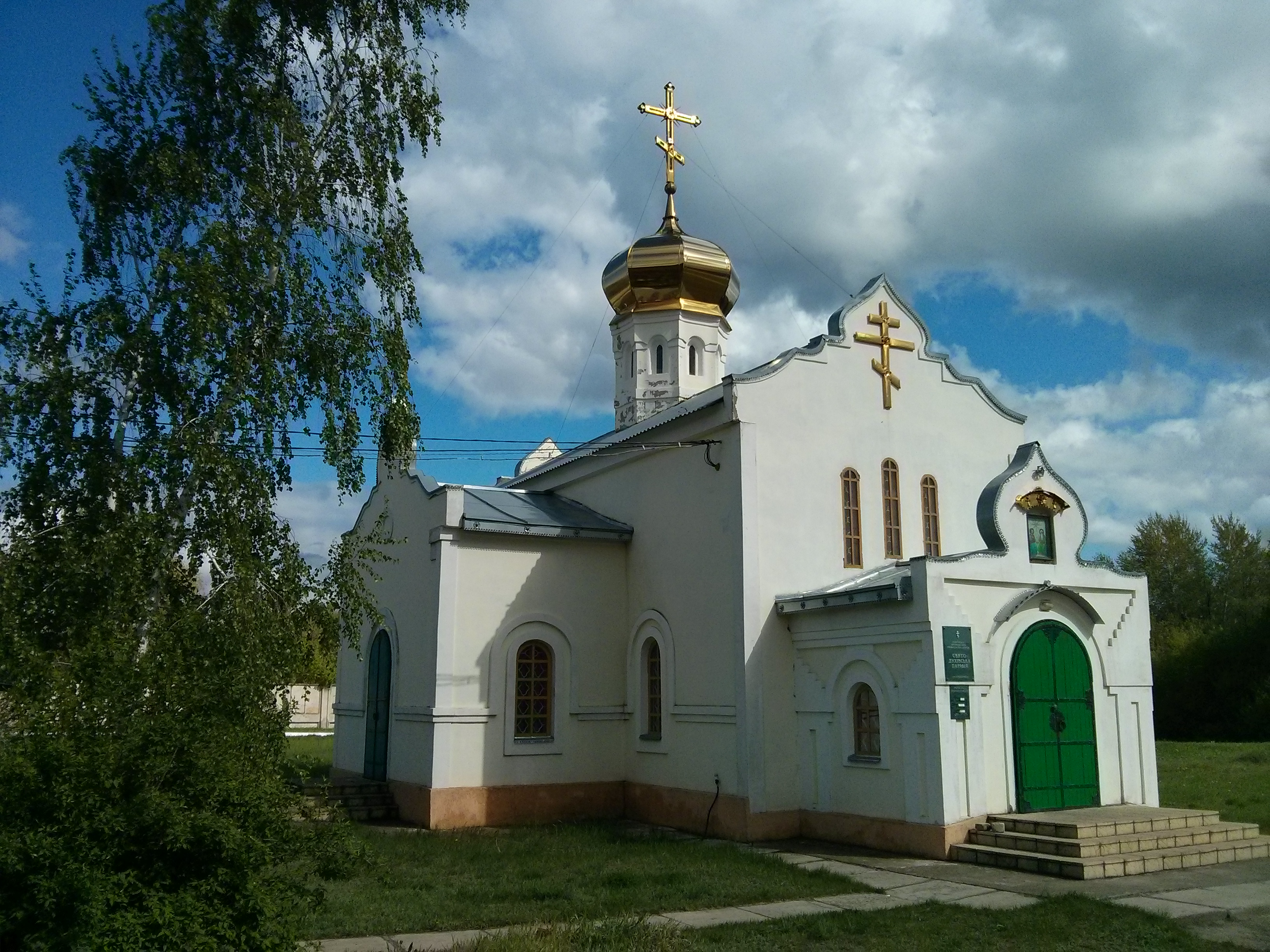
Церква Свято-Духівської парафії
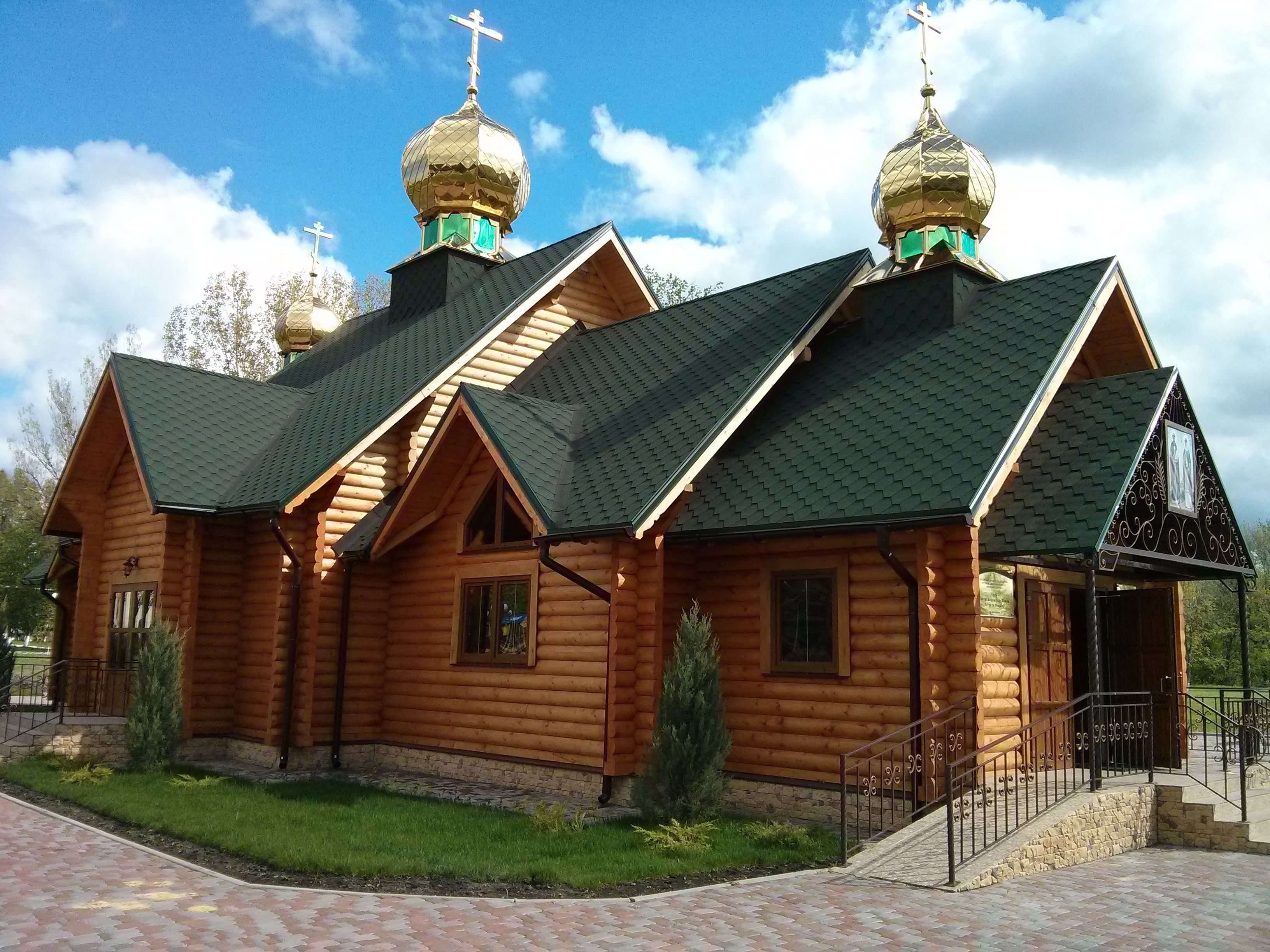
Храм Святих Благодійних Князів Петра та Февронії
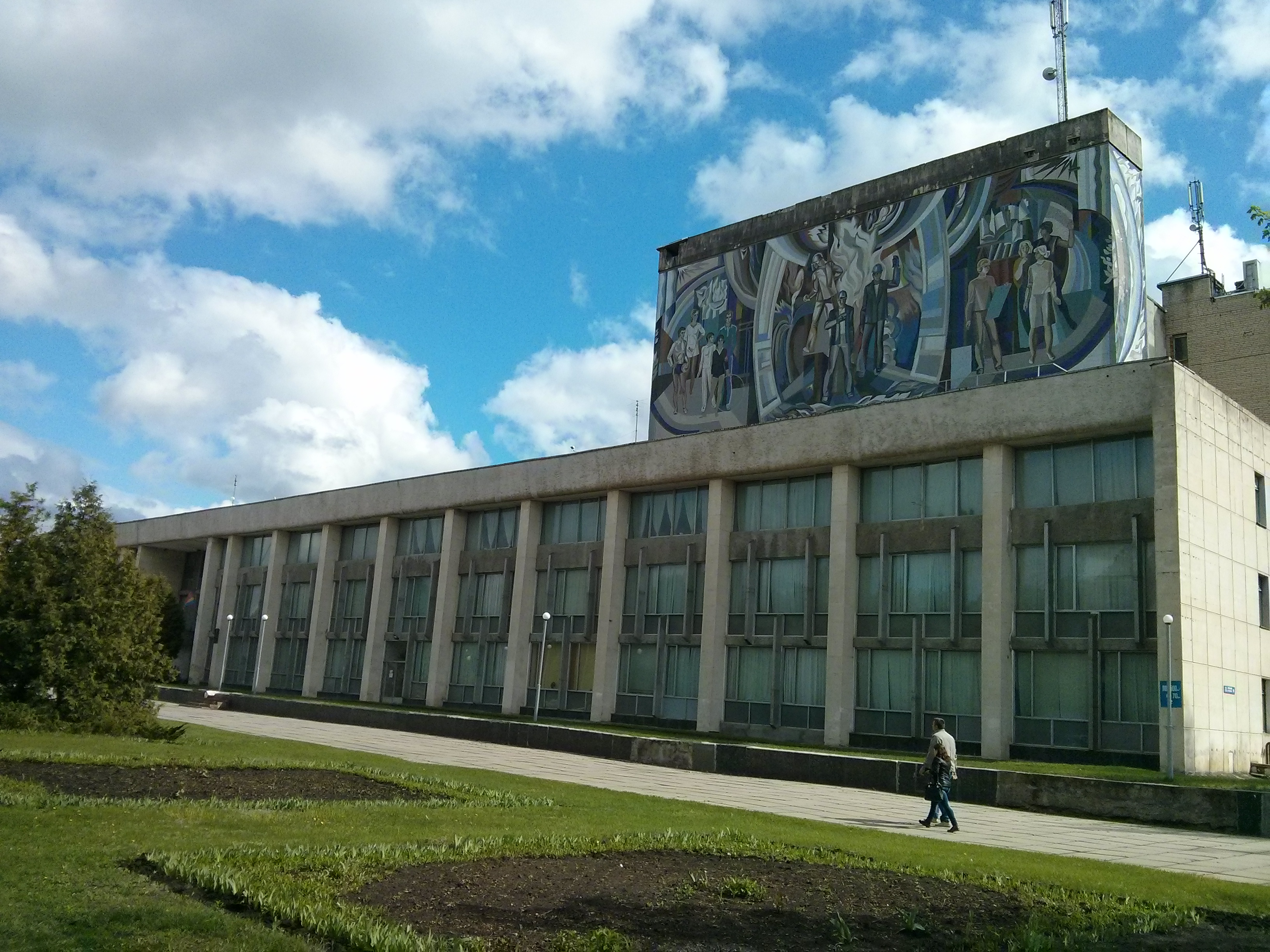
Палац культури імені В.I. Кошелєва
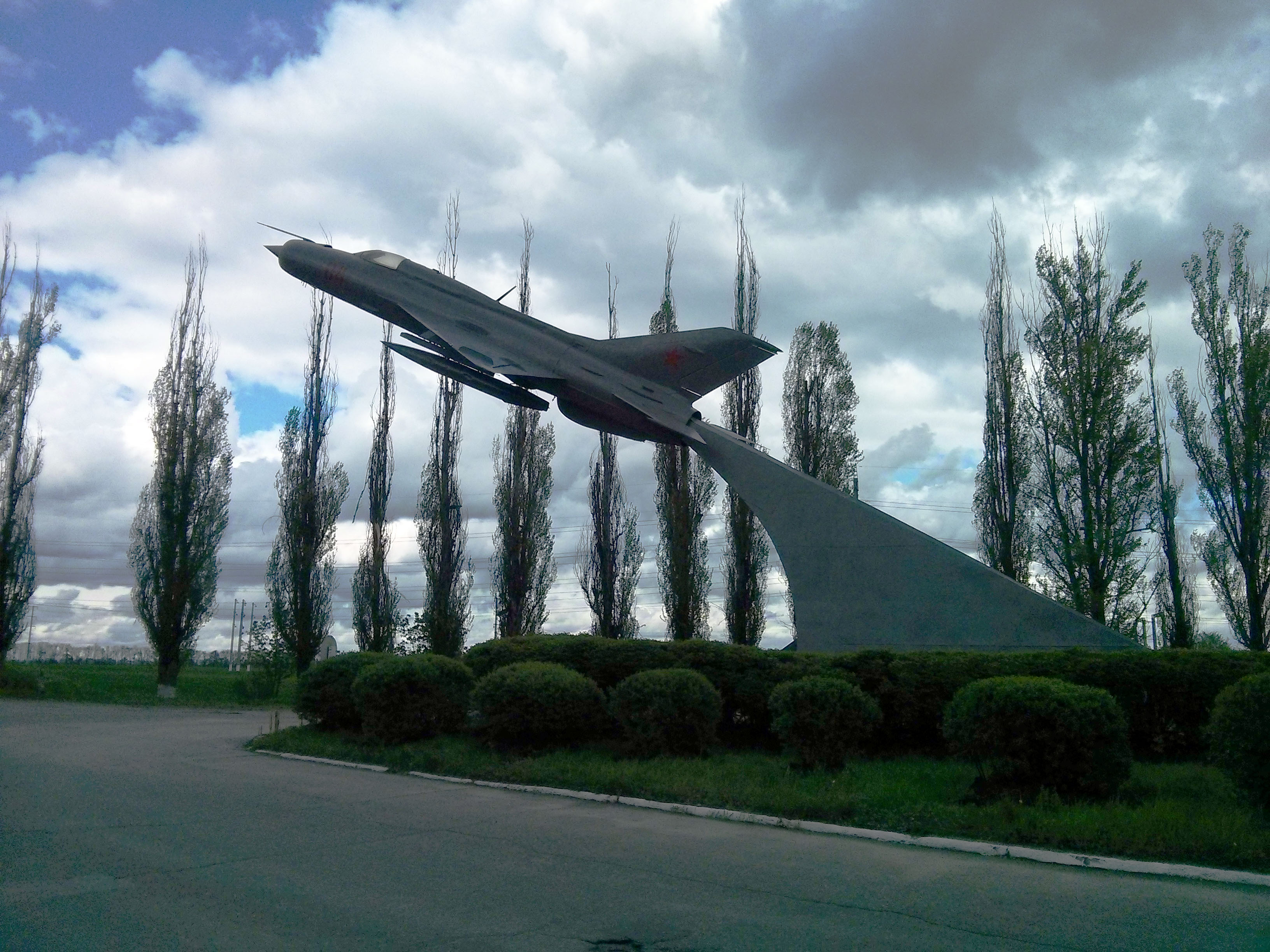
Меморіал пам'яті воїнів-авіаторів ВВВ
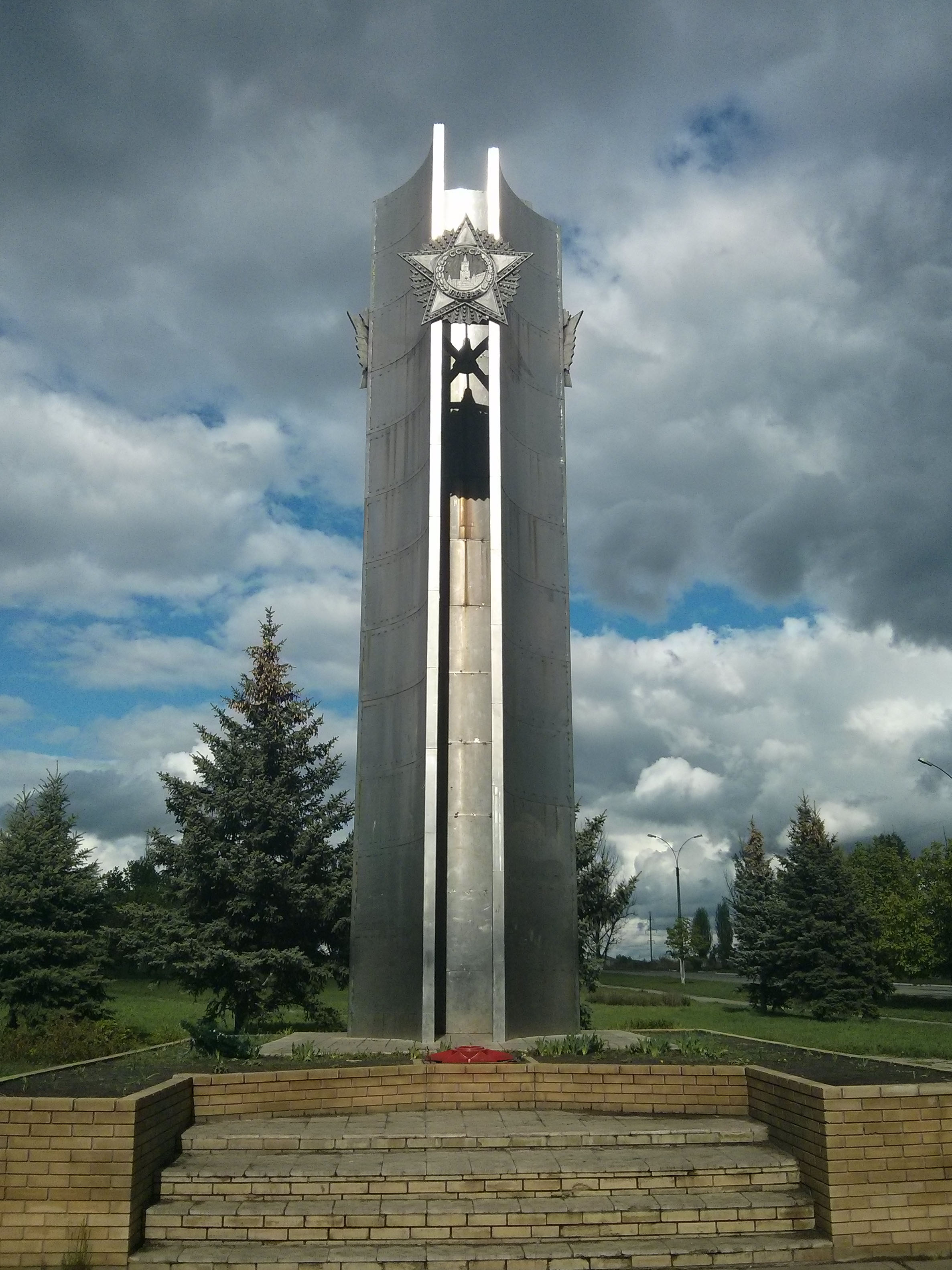
Стела пам'яті воїнів ВВВ
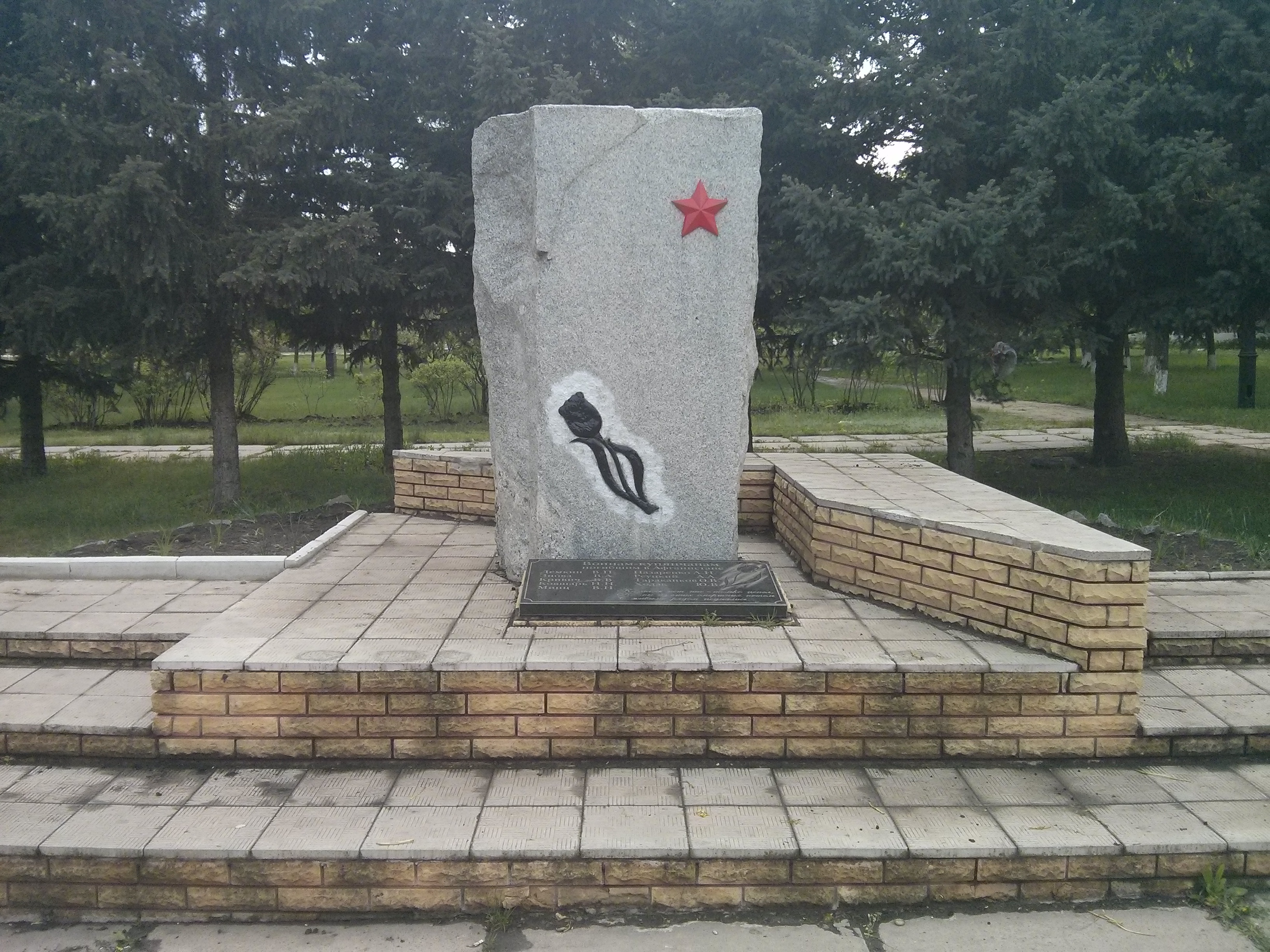
Меморіал пам'яті воїнів Афганської війни.
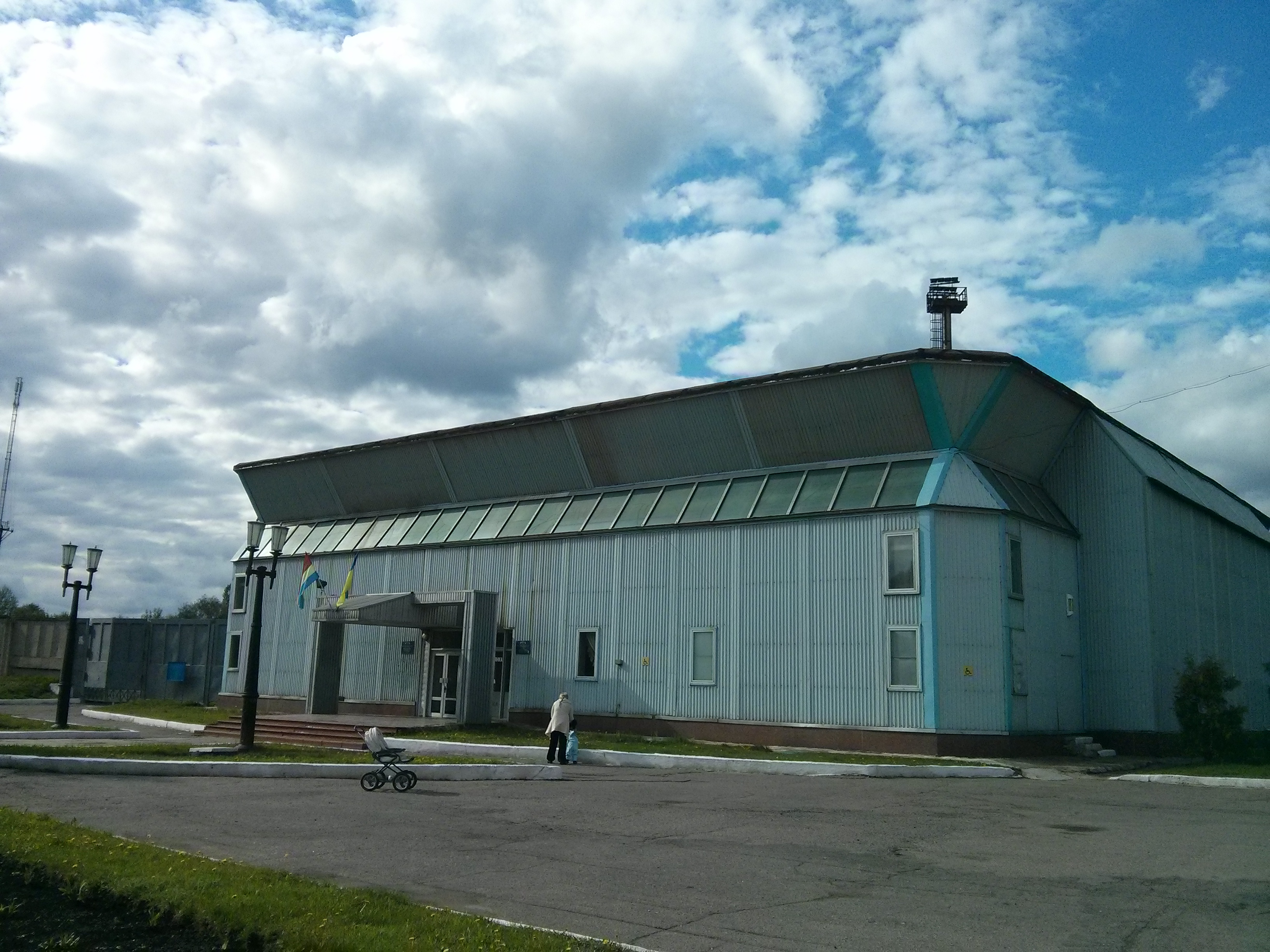
Фізкультурно-оздоровчий комплекс
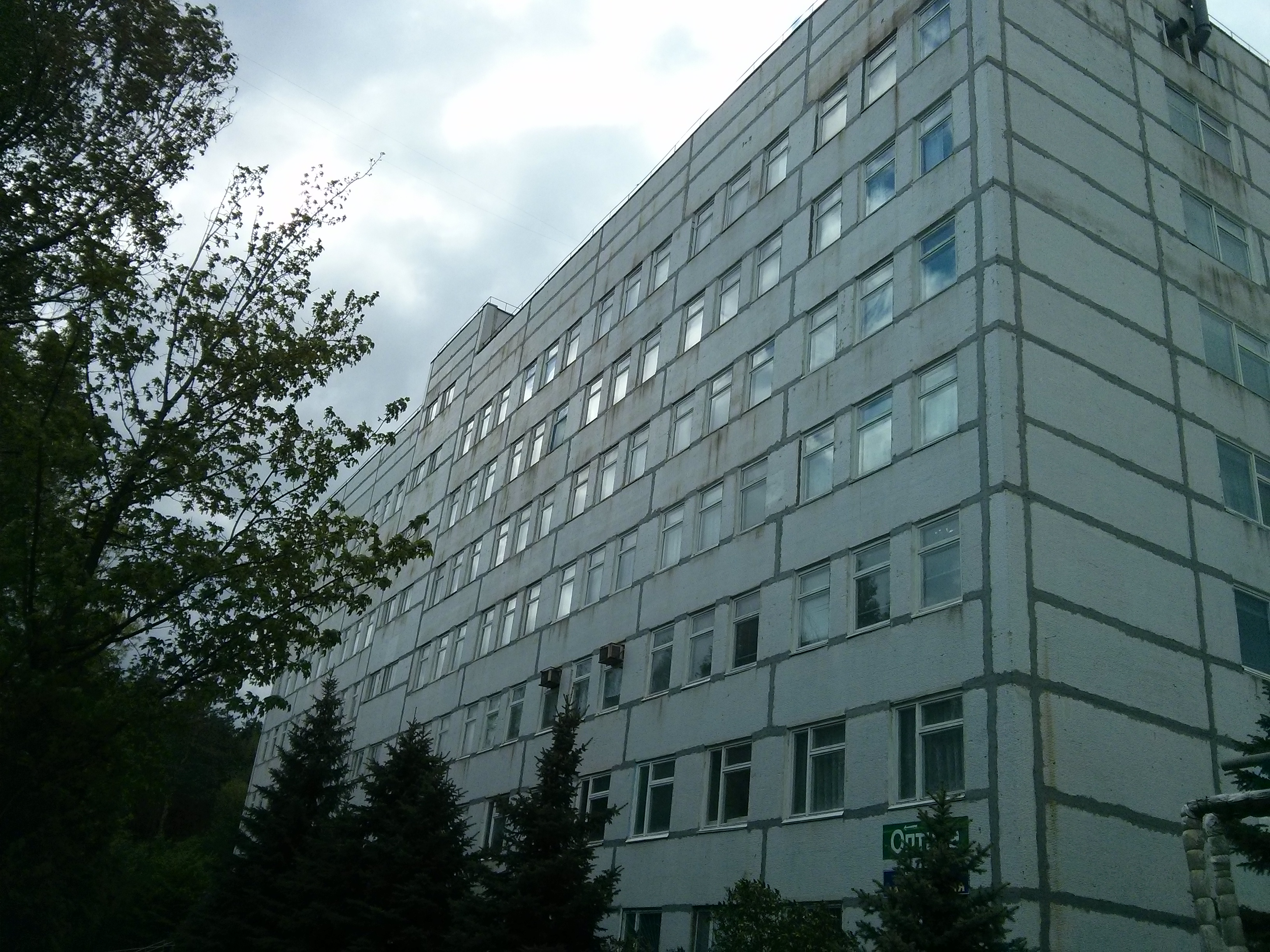
Поліклінічне відділення куп'янської міської лікарні